# Gestippelde bijlzalm
De gestippelde bijlzalm (Thoracocharax stellatus) is een straalvinnige vissensoort uit de familie van de bijlzalmen (Gasteropelecidae). De wetenschappelijke naam van de soort is voor het eerst geldig gepubliceerd in 1858 door Kner.

## Kenmerken
Deze zilvergrijze vissen hebben een sterk zijdelings afgeplat lichaam met een diepe, scherpgekielde buikzijde met sterk vergrote borstvinnen. De lichaamslengte bedraagt 6,5 cm.

## Leefwijze
Hun voedsel bestaat voornamelijk uit insecten. Bij bedreiging of achtervolging van prooien temporiseren ze met hun borstvinnen en springen dan hoog op uit het water.

## Verspreiding en leefgebied
Deze soort komt voor in het noorden en zuiden van Zuid-Amerika.